# エミリー・オスメント
エミリー・ジョーダン・オスメント（Emily Jordan Osment、1992年3月10日 - ）は、アメリカ合衆国カリフォルニア州ロサンゼルス出身の女優、歌手である。身長159cm。

## 来歴
1992年3月10日、アメリカ合衆国カリフォルニア州ロサンゼルスに生まれた。家族：父、母（英語教師）、兄の4人家族。父と兄が俳優という一家で育つ。兄は『シックス・センス』や『A.I.』で有名なハーレイ・ジョエル・オスメント。
5歳でCMに初出演し、『シークレット・ライフ・オブ・ガールズ』で映画に初出演した。
映画『スパイキッズ2 失われた夢の島』、『スパイキッズ3-D:ゲームオーバー』ではガーティー・ギグルス役で、長編アニメーション映画『リロ&スティッチ2』や『ノートルダムの鐘2』などでは兄とともに声優として参加している。
ドラマ『シークレット・アイドル ハンナ・モンタナ』で主人公の親友役（リリー）を演じる。
2009年に『シークレット・アイドル ハンナ・モンタナ ザ・ムービー』が公開された（日本での公開は2010年2月13日）。
2010年10月、デビュー・フルレンス・アルバム『ファイト・オア・フライト』を発売。エレクトロ・ダンス・ポップ・アルバム。
2011年1月、自身が主人公を務めるテレビ映画『サイバーブリー』のために書き下ろされた楽曲『ドリフト』をリリース。
2014年、アシュレイ・ティスデイルがエグゼクティブ・プロデューサーを務めるコメディ・ドラマ『ヤング・アンド・ハングリー』で主人公を演じる。
2018年、新音楽プロジェクトBluebiirdとして音楽活動を再開。
2019年3月8日、8年ぶりのシングル『ブラック・コーヒー・モーニング』をリリース。

## 歌手活動
歌手としても活躍しており、ジャンルはエレクトロ、ポップ、オルタナティブ・ロック。
シングル
Emily Osment名義
- 2007 I Don't Think About It
- 2008 「君がいないと」 If I Didn't Have You（ミッチェル・ムッソとのデュエット）
- 2008 Once upon a dream
- 2009 Hero in me
- 2009 All the Way Up
- 2010 You Are the Only One
- 2010 Let's Be Friends
- 2011 Hush (with. Josh Ramsay)
- 2011 Drift

Bluebiird名義
- 2019 Black Coffee Morning

アルバム
Emily Osment名義
- 2010 『ファイト・オア・フライト』

Bluebiird名義
- 2019『未定』

EPs
- 2009 All the Right Wrongs

『君がいないと』では『ハンナ・モンタナ』に出演しているオリバー役のミッチェル・ムッソとのコラボで話題になる。
また、自身の主演映画『ダッドナップ～パパ誘拐計画』では「Hero In Me」を歌い、主題歌を担当してる。
2009年10月、17歳で『オール・ザ・ライト・ロングス』EPを全米発売。マット・スクワイア（テイキング・バック・サンディ、パニック!アット・ザ・ディスコ他）らをプロデューサーに、ポップ・ロックからバラードまで、全曲の作詞作曲をエミリー自身が手掛けた。
デビューアルバム『ファイト・オア・フライト』は10/5の全米発売後、iTunes Pop Albumsチャートで18位を記録。イギリス、ドイツ、スイス、オーストリア、ベルギー、スペイン、ポルトガル、イタリア、オーストラリア、メキシコ、ポーランド等でも発売されている。
ブラジルでは「レッツ・ビー・フレンズ」がエアプレイ・チャートの10位に初登場した。
自分自身で曲を書けるかどうか不安になり、2011年のシングル『ドリフト』から正式なシングルをリリースしていなかったが、2018年セカンドアルバムに向けて新曲を作成していることを自身のインスタグラムにて発表。

## 主な出演作品

### テレビシリーズ
| 放映年    | 邦題 原題                                              | 役名                   | 備考         |
| --------- | ------------------------------------------------------ | ---------------------- | ------------ |
| 2001      | フレンズ Friends                                       | Lelani Mayolanofavich  | 1エピソード  |
| 2006-2011 | シークレット・アイドル ハンナ・モンタナ Hannah Montana | リリー・トラスコット   | 98エピソード |
| 2010-2012 | Kick Buttowski: Suburban Daredevil                     | ケンダル・パーキンス   | 21エピソード |
| 2013      | Cleaners                                               | ロキシー               | 4エピソード  |
| 2021-     | ヤング・シェルドン Young Sheldon                       | マンディ・マカリスター | メイン       |

### 映画
| 公開年 | 邦題 原題                                                                      | 役名                 | 備考             |
| ------ | ------------------------------------------------------------------------------ | -------------------- | ---------------- |
| 1999   | 潮風のサラ3 冬の終わり Sarah, Plain and Tall: Winter's End                     | キャシー             | テレビ映画       |
| 2003   | スパイキッズ2 失われた夢の島 Spy Kids 2: Island of Lost Dreams                 | ガーティ・ギグルズ   |                  |
| 2003   | スパイキッズ3-D:ゲームオーバー Spy Kids 3-D: Game Over                         | ガーティ・ギグルズ   |                  |
| 2005   | リロ&スティッチ2 Lilo & Stitch 2: Stitch Has a Glitch                          |                      | アニメ、声の出演 |
| 2009   | ダッドナップ～パパ誘拐計画 Dadnapped                                           | メリッサ・モーリス   | テレビ映画       |
| 2009   | シークレット・アイドル ハンナ・モンタナ ザ・ムービー Hannah Montana: The Movie | リリー・トラスコット |                  |

## 受賞
- 2003 Young Artist Award for Best performance in a feature film in Spy Kids 2: Island of Lost Dreams
- 2004 Winner of the "Best Child Role Model" for the Golden Icon Awards presented by Travolta Family Entertainment
- 2006 "Poptastic Queen" award for Popstar! Magazine's 5th Annual Poptastic Awards
- 2007 Winner of the "Poptastic Rising Star" award for Popstar! Magazine's 6th Annual Poptastic Awards
- 2007 Teen Choice Award for Hannah Montana
- 2007 Young Artist Award for Best performance in a TV series (Comedy or Drama) for Hannah Montana
- 2009 Teen Choice Award for sidekick Hannah Montana

### ノミネート
- 1999 Young Artist Award for Sarah, Plain and Tall: Winter's End
- 2003 Young Artist Award for Best Performance in a Feature Film- Young Actress Age Ten or Under. for Spy Kids 2: Island of Lost Dreams
- 2008 Nickelodeon Kids' Choice Awards Favorite TV Show Hannah Montana
- 2008 Young Artist Award for Best Performance in a TV Movie, Miniseries or Special Leading Young Actress for The Haunting Hour: Don't Think About It
- 2008 Young Artist Award for Hannah Montana

## サウンドトラック
- Radio Disney Jams, Vol. 10 - I Don't Think About It
- ディズニーマニア6 - 君がいないと
- Princess DisneyMania - Once Upon a Dream（『眠れる森の美女』）
- Disney Channel Playlist - Hero In Me（『ダッドナップ～パパ誘拐計画』）

## 参照
1. 1 2  “Emily Osment”. TV Guide. 2009年8月1日閲覧。
2. ↑  “Emily Osment Biography”. 2007年10月16日閲覧。